# Sopot Festival 1962
Sopot Festival 1962 – 2. edycja festiwalu muzycznego odbywającego się w Sopocie. Festiwal został zorganizowany w dniach 6–8 lipca 1962 roku przez Polską Agencję Artystyczną PAGART oraz Polskie Radio w Hali Widowiskowej Stoczni Gdańskiej.
Konkurs, który prowadzili Irena Dziedzic, Zbigniew Korpolewski i Ryszard Serafinowicz, wygrała reprezentantka Grecji Yovanna z utworem „Vole mon reve”, za który otrzymała łącznie 106 punktów.

## Przebieg konkursu
Podobnie jak pierwszy festiwal, wydarzenie zostało podzielone na trzy dni koncertowe. Pierwszego dnia, tj. 6 lipca, rozegrano półfinał dla polskich wykonawców; dzień później odbył się finał międzynarodowy, a ostatniego dnia – koncert Piosenka nie zna granic. Podczas wszystkich trzech koncertów zagrała Orkiestra Filharmonii Bałtyckiej pod dyrekcją Adama Wiernika, w trakcie widowiska zaprezentowały się także: zespół dixielandowy Zygmunta Wicharego oraz grupa Czerwono-Czarni.
W trakcie widowiska wręczone zostały także takie wyróżnienia, jak: Nagroda Pagart-u, Nagroda WALA, Nagroda ZAiKS-u dla polskich twórców piosenek, Nagroda Expressu Wieczornego, Nagroda Kuriera Polskiego oraz Nagroda dziennikarzy.

## Półfinał (dzień polski)
Pierwszy dzień festiwalu odbył się 6 lipca 1962 roku, wystąpiło wówczas dziewiętnastu wykonawców, w tym czterech reprezentantów Polski. Wyróżnienie otrzymali zdobywcy pierwszych trzech miejsc, a nagrody przyznano w kategorii Nagroda za interpretację. Pierwszą nagrodę odebrała Anita Traversi ze Szwajcarii za wykonanie utworu „Jesienna rozłąka” autorstwa Jerzego Gerta i Bronisława Broka przetłumaczonego na język francuski przez Jeana Charlesa.
|    | Kraj           | Wykonawca           | Tytuł                          | Miejsce | Punkty |
| -- | -------------- | ------------------- | ------------------------------ | ------- | ------ |
| 1  | Francja        | Isabelle Aubret     | „Kuglarze”                     | 3       | 79     |
| 2  | Polska         | Katarzyna Bovery    | „Nie chcę być sama”            | 18      | 2      |
| 3  | Włochy         | Anna Davis Mascelli | „Jeszcze poczekajmy”           | 12      | 5      |
| 4  | Bułgaria       | Emil Dymitrow       | „Si senor”                     | 8       | 15     |
| 5  | Polska         | Mieczysław Fridel   | „Poprośmy o deszcz”            | 19      | 0      |
| 6  | Dania          | Birgit Falk         | „Dla ciebie miły”              | 14      | 4      |
| 7  | NRD            | Fred Frohberg       | „Nim zamknę drzwi”             | 11      | 12     |
| 8  | Polska         | Bożena Grabowska    | „Wszystko się liczy od ciebie” | 5       | 56     |
| 9  | Czechosłowacja | Hana Hegerová       | „Szeptem”                      | 2       | 94     |
| 10 | Węgry          | Ilona Hollos        | „Nie jestem głupia”            | 17      | 2      |
| 11 | Izrael         | Ester Reichstadt    | „Nim zamknę drzwi”             | 16      | 3      |
| 12 | Austria        | Herbert Renn        | „Serenada”                     | 10      | 13     |
| 13 | Belgia         | Lise Rollan         | „Jeszcze poczekajmy”           | 6       | 19     |
| 14 | Finlandia      | Marion Rung         | „Klip–klap”                    | 4       | 65     |
| 15 | Szwecja        | Saga Sjoberg        | „Piosenka o podanej ręce”      | 15      | 3      |
| 16 | Polska         | Karin Stanek        | „Malowana piosenka”            | 13      | 5      |
| 17 | Szwajcaria     | Anita Traversi      | „Jesienna rozłąka”             | 1       | 112    |
| 18 | Grecja         | Jeanne Yovanna      | „Warszawski dorożkarz”         | 9       | 14     |
| 19 | Jugosławia     | Anica Zubović       | „To się nie da powiedzieć”     | 7       | 15     |

## Finał (dzień międzynarodowy)
Pierwszy dzień festiwalu odbył się 7 lipca 1962 roku, wystąpili wówczas reprezentanci dwudziestu czterech krajów wykonawców. Wyróżnienie otrzymali zdobywcy pierwszych trzech miejsc, a nagrody przyznano w kategorii Nagroda za dzieło. Pierwszą nagrodę odebrała Yovanna z Grecji za wykonanie utworu „Ti Krima” autorstwa Mimi Plessasa i Kostasa Kindynisa.
|    | Kraj            | Język             | Wykonawca           | Tytuł                               | Miejsce | Punkty |
| -- | --------------- | ----------------- | ------------------- | ----------------------------------- | ------- | ------ |
| 1  | Francja         | francuski         | Isabelle Aubret     | „Ces deux la”                       | 14      | 5      |
| 2  | Włochy          | włoski            | Anna Davis Mascelli | „Ouesta voce ouinoue sempre”        | 8       | 18     |
| 3  | Bułgaria        | bułgarski         | Emil Dymitrow       | „Arlekino”                          | 3       | 76     |
| 4  | Dania           | duński            | Birgit Falk         | „Antonius”                          | 10      | 13     |
| 5  | NRD             | niemiecki         | Fred Frohberg       | „Hoch am himmel”                    | 10      | 13     |
| 6  | Czechosłowacja  | czeski            | Hana Hegerová       | „Oskliva nedele”                    | 3       | 76     |
| 7  | Węgry           | węgierski         | Ilona Hollos        | „O az”                              | 12      | 11     |
| 8  | Wielka Brytania | angielski         | Dinah Kaye          | „Stranger on the Shore”             | 17      | 0      |
| 9  | RFN             | niemiecki         | Paul Kuhn           | „Klingelingelingeling”              | 5       | 24     |
| 10 | Holandia        | holenderski       | Peter Macroy        | „Merylin”                           | 16      | 3      |
| 11 | Rumunia         | rumuński          | Gigi Marga          | „Dac’ai de glud sa mai inbesti”     | 8       | 18     |
| 12 | Polska          | polski            | Jerzy Połomski      | „Zgubiony walc”                     | 17      | 0      |
| 13 | Polska          | polski            | Sława Przybylska    | „Pożegnanie”                        | 11      | 12     |
| 14 | Izrael          | hebrajski         | Ester Reichstadt    | „Stav”                              | 2       | 96     |
| 15 | Polska          | polski            | Hanna Rek           | „Gdy mi ciebie zabraknie”           | 13      | 8      |
| 16 | Austria         | niemiecki         | Herbert Renn        | „Maria Elisa”                       | 6       | 23     |
| 17 | Belgia          | francuski         | Lise Rollan         | „Vole mon reve”                     | 8       | 17     |
| 18 | Finlandia       | fiński            | Marion Rung         | „Nothern Lights (Revontulet)”       | 7       | 20     |
| 19 | Polska          | polski            | Irena Santor        | „Najtrudniejsze są chwile pożegnań” | 4       | 25     |
| 20 | Szwecja         | szwedzki          | Saga Sjoberg        | „Nar min van”                       | 15      | 4      |
| 21 | Szwajcaria      | włoski            | Anita Traversi      | „Una certa serra                    | 9       | 15     |
| 22 | Polska          | polski            | Violetta Villas     | „Spójrz prosto w oczy”              | 12      | 11     |
| 23 | Grecja          | grecki            | Yovanna             | "Ti Krima"                          | 1       | 106    |
| 24 | Jugosławia      | serbsko-chorwacki | Anica Zuboić        | „La petite histoire”                | 5       | 24     |

## Tabela wyników
|                     |                                                            | Głosy w finale |                |           |    |    |    |    |        |        |                 |    |    |
| Punkty              | Szwajcaria                                                 |                | Czechosłowacja | Finlandia |    |    |    |    | Grecja | Belgia | Wielka Brytania |    |    |
| Uczestnicy konkursu | Francja                                                    | 5              | 1              | –         | –  | –  | –  | –  | –      | –      | –               | 4  | –  |
| Uczestnicy konkursu | Włochy                                                     | 18             | 5              | –         | –  | –  | –  | –  | –      | 3      | 5               | 5  | –  |
| Uczestnicy konkursu | Bułgaria                                                   | 76             | 8              | 7         | 8  | 7  | 8  | 7  | 8      | 7      | 8               | 7  | –  |
| Uczestnicy konkursu | Dania                                                      | 13             | –              | –         | –  | 5  | –  | –  | 6      | –      | –               | 2  | –  |
| Uczestnicy konkursu | NRD                                                        | 13             | 2              | –         | 3  | –  | 6  | 1  | –      | 1      | –               | –  | –  |
| Uczestnicy konkursu | Czechosłowacja                                             | 76             | 7              | 8         | 7  | 8  | 7  | 8  | 7      | 8      | 7               | 8  | –  |
| Uczestnicy konkursu | Węgry                                                      | 11             | –              | –         | –  | –  | –  | 4  | –      | 4      | 3               | –  | –  |
| Uczestnicy konkursu | Wielka Brytania                                            | 0              | –              | –         | –  | –  | –  | –  | –      | –      | –               | –  | –  |
| Uczestnicy konkursu | RFN                                                        | 24             | 4              | 5         | 5  | 2  | 5  | 2  | –      | –      | 1               | –  | –  |
| Uczestnicy konkursu | Holandia                                                   | 3              | –              | –         | –  | –  | –  | –  | –      | –      | –               | 3  | –  |
| Uczestnicy konkursu | Rumunia                                                    | 18             | –              | –         | –  | –  | –  | 5  | –      | 5      | 4               | –  | 4  |
| Uczestnicy konkursu | Polska                                                     | 0              | –              | –         | –  | –  | –  | –  | –      | –      | –               | –  | –  |
| Uczestnicy konkursu | Polska                                                     | 12             | –              | 4         | –  | –  | 3  | –  | 5      | –      | –               | –  | –  |
| Uczestnicy konkursu | Izrael                                                     | 96             | 6              | 6         | 12 | 6  | 12 | 10 | 12     | 6      | 6               | 10 | 10 |
| Uczestnicy konkursu | Polska                                                     | 8              | –              | 3         | –  | –  | –  | –  | 5      | –      | –               | –  | –  |
| Uczestnicy konkursu | Austria                                                    | 23             | 3              | 1         | 4  | –  | 4  | 3  | 4      | 2      | 2               | –  | –  |
| Uczestnicy konkursu | Belgia                                                     | 17             | –              | –         | –  | –  | –  | –  | –      | –      | –               | 12 | 5  |
| Uczestnicy konkursu | Finlandia                                                  | 20             | –              | –         | –  | 12 | –  | –  | –      | –      | –               | –  | 6  |
| Uczestnicy konkursu | Polska                                                     | 25             | –              | 12        | 6  | 1  | 2  | –  | 2      | –      | –               | 1  | 1  |
| Uczestnicy konkursu | Szwecja                                                    | 4              | –              | –         | –  | 4  | –  | –  | –      | –      | –               | –  | –  |
| Uczestnicy konkursu | Szwajcaria                                                 | 15             | 12             | –         | –  | –  | –  | –  | –      | 3      | –               | –  | –  |
| Uczestnicy konkursu | Polska                                                     | 11             | –              | 5         | 2  | –  | 1  | –  | 1      | –      | –               | –  | 2  |
| Uczestnicy konkursu | Grecja                                                     | 106            | 10             | 10        | 10 | 10 | 10 | 12 | 10     | 10     | 12              | –  | 12 |
| Uczestnicy konkursu | Jugosławia                                                 | 24             | –              | –         | –  | –  | –  | 6  | –      | 12     | 6               | –  | –  |
| Uczestnicy konkursu | Kraje w tabeli są uporządkowane w kolejności występowania. |                |                |           |    |    |    |    |        |        |                 |    |    |

## Jury
Sędziowie przyznali nagrody w dwóch kategoriach Nagroda za dzieło i Nagroda za interpretację. W skład międzynarodowej komisji jurorskiej oceniającej występy w półfinale i finale widowiska weszli:
- Finlandia: Jaako Borg
- Wielka Brytania: Owen Bryce
- Polska: Bronisław Brok, Wojciech Matlakiewicz, Władysław Szpilman, Jan Brzechwa i Lech Terpiłowski
- Grecja: Pia Hadjinikos
- Czechosłowacja: Josef Urban
- Szwajcaria: Louis Rey (przewodniczący)
- Bułgaria: Jarda Kondałow
- NRD: Martin Hattwig
- RFN: Günter Krenz
- Jugosławia: Davorin Zupanic
- Belgia: Emil de Radoux

## KoncertPiosenka nie zna granic
- Isabelle Aubret (Francja) – „La Bas” (F. Valerio – J. Datin, M. Vidalin)
- Emil Dymitrow (Bułgaria) – „India” (E. Dymitrow, A. Andrejew)
- Anna Davis Mascelli (Włochy) – „Il tango della gelosia” (P. Mendes, V. Mascheroni)
- Birgit Falk (Dania) – „Bau dir ein schloss im Mond” (B. Shepherd, W. Rashek)
- Mieczysław Friedel (Polska) – „Granada” (A. Lara, A. Lara)
- Fred Frohberg (NRD) – „Gloria Haleluja” (F. Frohberg, G. Oppenheimer)
- Bożena Grabowska (Polska) – „Malaguena” (E. Ramirez, E. Ramirez)
- Hana Hegerová (CSRS) – „Old Lucky Sun” (D. Gilespie, Smith)
- Ilona Hollos (Węgry) – „Sucu Sucu” (T. Rojas)
- Dinah Kaye (Anglia) – „Dy in, day out” (N. Bloom, M. Mercer)
- Paul Kuhn (NRF) – „Wenn du einmal Hochzeit Machts” (P. Kuhl, P. Kuhl)
- Peter Macroy (Holandia) – „16 tons” (M. Travis, P. Macroy)
- Gigi Marga (Rumunia) – „Floaia Tobosara” (V. Veselowski)
- Jerzy Połomski (Polska) – „Milord” (M. Monnot, Z. Stawecki)
- Sława Przybylska (Polska) – „Wszystko było” (A. Markowski, K. Winkler)
- Ester Reichstadt (Izrael) – „Damam” (M. Vileńsky)
- Herbert Renn (Austria) – „Varum vergeht die Zeit so schnell” (A. Halecker, A. Habel)
- Lise Rollan (Belgia) – „Pour de Vrai” (J. Veranne, S. Davignac)
- Marion Rung (Finlandia) – „Signorina Cappucina” (P. Massara, N. Sherman)
- Saga Sjoberg (Szwecja) – „La foule” (A. Carbal, M. Rivegauche)
- Karin Stanek (Polska) – „Jimmy Joe piosenka kowbojska”
- Anita Traversi (Szwajcaria) – „Chiamami amore” (G. Polli, L. Bereta)
- Violetta Villas (Polska) – „Ave Maria na moro” (H. Martins, M. Larue)
- Jaenne Yovanna (Grecja) – „To potami” (K. Klavas, T. Mastorakis)
- Anica Zuboić (Jugosławia) – „Tu si 'a Malincunia” (A. Fiere)